# دنیاگیری کووید-۱۹ در هنگ کنگ
دنیاگیری کووید-۱۹ در هنگ کنگ بخشی از دنیاگیری بیماری کروناویروس ۲۰۱۹ در جهان است. اولین مورد تأیید شده در هنگ کنگ در ۲۳ ژانویه ۲۰۲۰ در کاولون اعلام شد.